# Blossom Dearie Sings Comden and Green
Blossom Dearie Sings Comden and Green — пятый студийный альбом американской певицы и пианистки Блоссом Дири, выпущенный в 1959 году на лейбле Verve Records.

## Об альбоме
Воодушевлённый успехом серии песенников Эллы Фицджеральд, продюсер Норман Гранц предложил Дири, чтобы она обратилась к канону авторов текстов Бетти Комден и Адольфа Грина. Сама Дири результатами записи осталась не очень довольна, поскольку во время сессий была простужена, а также испытывала недостаток своих фортепианных партий.

## Отзывы критиков
| Оценки критиков                            | Оценки критиков |
| Источник                                   | Оценка          |
| ------------------------------------------ | --------------- |
| AllMusic                                   | [ 2 ]           |
| Billboard                                  | [ 3 ]           |
| Encyclopedia of Popular Music              | [ 4 ]           |
| MusicHound Jazz: The Essential Album Guide | [ 5 ]           |
| The Penguin Guide to Jazz                  | [ 6 ]           |

Джон Буш в своей рецензии для AllMusic написал: «В то время как акробатический голос Эллы оказался более чем подходящим для любого из авторов песен, фарфоровый вокал и спокойное исполнение Дири не сразу приходят на ум, когда думаешь о бьющем через край материале Комден и Грина. Тем не менее, это интересный песенник, сборник из десяти стандартов, исполненных Дири, как никем другим. Она проявляет большую сдержанность для обычно уверенной „Just in Time“. Однако, когда та же техника применяется к „Dance Only with Me“, потеря всего нескольких тактов темпа вальса в песне оказывается почти фатальной. Кроме того, голос Дири не такой сильный, как на её предыдущих записях; возможно, небольшое снижение качества песен в такой же степени виновато, как и напряжение вокала». В журнале Billboard отметили, что Дири производит приятное впечатление, исполняя разнообразные мелодии с лёгким джазовым подходом и с чувством подходя к текстам. Рецензент журнала Cash Box написал: «У мисс Дири эльфийский голос, как у Роуз Мерфи, который скрипит самым очаровательным образом. Она также прекрасно исполняет на джазовом фортепиано утончённые и превосходного качества мелодии». Рецензент журнала HiFi/Stereo Review Стэнли Грин отметил, что представляя отборные образцы лирического искусства Бетти Комден и Адольфа Грина, Блоссом Дири исполняет большинство из них в таком медленном темпе, что её неуверенность в голосе становится ещё более очевидной, чем обычно. Музыкальный критик Уилл Фридуолд заявил, что Дири была точна в своей трактовке текстов Комден и Грина, представляя их работы для целого альбома, единственных авторов песен, которым было уделено такое пристальное внимание с её стороны.

## Список композиций
Все тексты написаны Бетти Комден и Адольфом Грином, композиторы указаны в скобках.
1. «Lucky to Be Me» (Леонард Бернстайн) — 4:02
2. «Just in Time» (Джул Стайн) — 3:33
3. «Some Other Time» (Леонард Бернстайн) — 3:57
4. «Dance Only with Me» (Джул Стайн) — 2:58
5. «I Like Myself» (Андре Превин) — 3:31
6. «The Party’s Over» (Джул Стайн) — 4:22
7. «How Will He Know» (Джул Стайн) — 2:54
8. «It’s Love» (Леонард Бернстайн) — 2:50
9. «Hold Me, Hold Me, Hold Me» (Джул Стайн) — 3:25
10. «Lonely Town» (Леонард Бернстайн) — 3:33

## Участники записи
- Бас — Рэй Браун
- Вокал, фортепиано — Блоссом Дири
- Гитара — Кенни Баррелл (треки с 6 по 10)
- Ударные — Эд Тигпен